# Amygdaline
L'amygdaline (du grec ancien ἀμυγδαλή amugdalê : amande) ou amygdaloside est un composé aromatique, de formule C20H27N1O11, appartenant à la classe des  hétérosides cyanogènes.  Sa partie ose est le gentiobiose et sa partie aglycone est le mandélonitrile, la cyanhydrine du benzaldéhyde. 

## Découverte
La substance a été mise en évidence pour la première fois en 1830 par deux chimistes français, Pierre Jean Robiquet et Antoine François Boutron Charlard dans les amandes amères, le fruit de l'amandier amer.

## Sources alimentaires
Il s'agit d'une substance toxique présente dans de nombreuses espèces végétales, et qui se transforme en cyanure d'hydrogène après ingestion, sous l'action d'une enzyme du système digestif, la β-glucosidase (appelée aussi émulsine). La dose létale pour 50% des individus chez le rat est entre 400 et 800 mg/kg ; chez l'homme elle se situe autour de 1,5 mg/kg de masse corporelle. En effet, les rats sont plus résistants que les humains à de nombreux composés : « humans are seven times more sensitive to the lethal effects of standard chemotherapeutic agents than rats », ce qui explique que la dose létale pour le rat soit plus élevé.   
On la trouve notamment dans les aliments suivants, référence scientifique, et dans d'autres articles moins scientifiques, :
- les amandes amères ;
- les noyaux de certaines drupes :
  - la cerise (le noyau contient de 2,7 à  3,9 mg d'amygdaline/g selon la variété)[5],[6],
  - l'abricot (le noyau contient 14,4 mg d'amygdaline/g, variété non mentionnée)[5],[6],[9],
  - la prune (le noyau contient de 0,4 à 17,5 mg d'amygdaline/g, selon la variété)[5],[6] ,
  - la pêche (le noyau contient 6,8 mg/g d'amygdaline, variété non mentionnée)[5],[6].
- la noix de cajou ;
- la racine de manioc ;
- le pépin de pomme (un pépin contient 3 mg d'amygdaline/g, variété Royal Gala)[5],[6]. Le jus de pomme, variété Bramley, contient environ 0,09 mg/g d'amygdaline, ce contenu dépend aussi du procédé[5],[6] ;
- le laurier-cerise ;
- les céréales complètes ;
- le riz complet ;
- le jaune d'œuf ;
- la levure de bière.

## Chimie

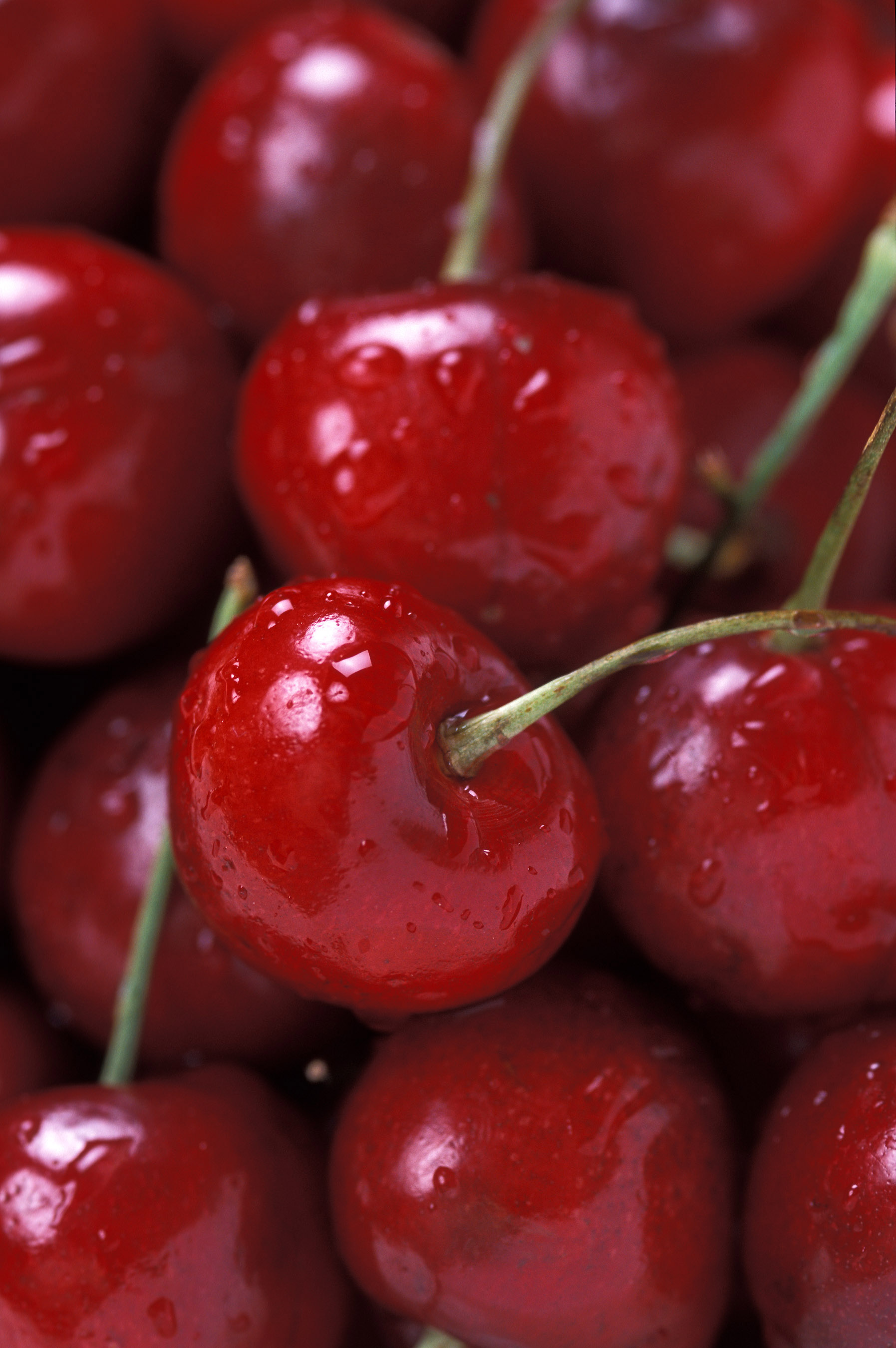
Cerise - Le noyau de cette drupe contient de l'amygdaline.

L'amygdaline est cyanogène : l'hydrolyse de cet hétéroside cyanogénétique ou sa dégradation par les β-glucosidases donne en plus de l'ose (gentiobiose), de l'acide cyanhydrique et du benzaldéhyde (qui donne l'odeur d'amande amère). L'hydrolyse partielle puis l'oxydation d'un des produits libérés donne le laétrile.

## Effet anticancéreux controversé
On[Qui ?] a prétendu que le laétrile issu de l'amygdaline avait des propriétés anticancéreuses. Ce composé chimique naturel toxique est souvent référencé de manière erronée comme vitamine B17, qui n'existe pas en réalité. 
Les études scientifiques sur cette activité donnent des résultats discordants selon les supports mais nuls chez l'Homme. Si une étude in vitro de 1998 fait état d’une activité ciblée sur des cellules tumorales, le National Cancer Institute ne conclut à aucune activité anticancéreuse dans les essais cliniques humains et souligne la toxicité du produit. Dans son résumé, il fait état d'une faible activité dans les études sur l'animal et donne « à des fins d'information uniquement » quelques citations ou liens de sites commerciaux qui avancent le contraire.
En tout état de cause, la Food and Drug Administration des États-Unis n'a jamais autorisé son utilisation,.